# Majasuka
Majasuka is een bestuurslaag in het regentschap Majalengka van de provincie West-Java, Indonesië. Majasuka telt 2626 inwoners (volkstelling 2010).